# René Pitter
René Pitter (Bruck an der Mur, 8 luglio 1989) è un ex calciatore austriaco, centrocampista.